# Académie (dessin)
Pour les articles homonymes, voir Académie (homonymie).

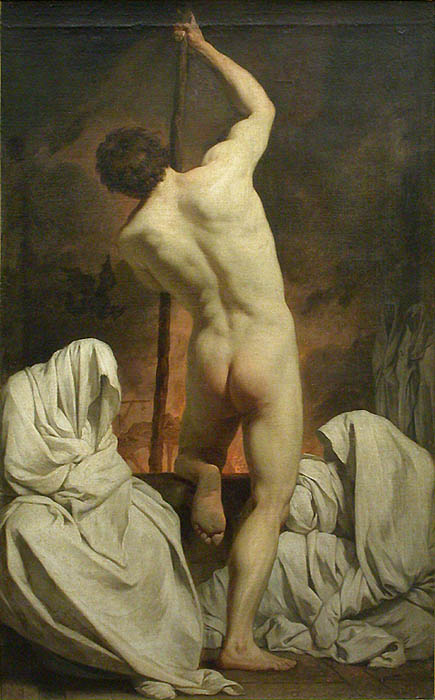
Une « académie » célèbre : Charon passant les ombres, de Pierre Subleyras (Musée du Louvre).

Dans l'enseignement du dessin selon les méthodes académiques françaises, l'élève avancé s'exerce au dessin par la représentation d'un modèle posant nu. Par métonymie, ce genre de dessin s'appelle académie.

## Justification du dessin de nu
La nudité n'allant pas, dans les sociétés européennes, sans une certaine réprobation, principalement en ce qui concerne les parties du corps qui sont des caractères sexuels primaires ou secondaires, il fallait une justification pour le dessin de nu. Pour Roger de Piles, le nu n'est pas une fin en soi, mais une étape de la formation de l'artiste et de l'exécution de la peinture ; il s'agit de, « avant que de disposer les draperies, dessiner le nu de ses figures, pour former des plis sans équivoque, et pour conduire si adroitement les yeux, que le spectateur s'imagine voir ce que le Peintre lui couvre par le jet de ses draperies (Piles 1766, p. 83) ». Allant plus en profondeur, l'artiste doit connaître l'anatomie, pour comprendre le mouvement des os et des muscles qui donnent forme à ce que l'on voit du corps ; c'est pourquoi le dessin de nu est-il aussi appelé « anatomie ».
La référence à l'Antique et la valorisation esthétique de la statuaire grecque et romaine rendaient aussi la nudité acceptable, voire nécessaire, pour les personnages mythologiques, allégoriques ou religieux. Même dans la religion chrétienne, certains sujets la justifient ou l'exigent, comme le baptême et la crucifixion du Christ, le martyre de saint Sébastien, etc. L'artiste devait donc être capable de représenter des figures nues.
Après une éclipse à la fin du XXe siècle, l'académie, désormais plus souvent appelée « dessin de modèle vivant », connaît au début du XXIe siècle un renouveau, tant dans l'enseignement des beaux-arts que dans la pratique amateur. Enseignants et pratiquants soulignent l'apport de cet apprentissage à la sensibilité artistique  et à la précision (Vallet 2013, p. 25).

## Histoire
Le dessin de nu est considéré comme l'aboutissement de l'apprentissage artistique dès le XVe siècle, en Italie.
Les séances de dessin de modèle furent institués par l'article IV des statuts de l'Académie royale de peinture et de sculpture (plus tard Académie des beaux-arts) dès sa création en 1648. Les peintres et sculpteurs de l'Académie élisaient en leur sein douze « Anciens » chargés d'ouvrir le cours et de mettre le modèle en position. L'article XIII prévoyait la présentation d'une « académie » comme morceau réception à l'Académie.
Après cent cinquante ans d'exercice, les connaisseurs apprécient pour lui-même cet ouvrage qui n'a d'autre but que de montrer le talent de son auteur. « Une « académie », savamment peinte, a autant de droits à devenir un tableau de Cabinet précieux, qu'un ouvrage de tout autre genre » (Watelet 1791, p. 3).
L'apprentissage artistique commençait, pour les peintres, par la copie de dessins. Il se poursuivait avec les études de détails « d'après la bosse » (des modèles sculptés de mains, des moulages de bustes antiques, etc.), avant de passer au dessin de statues entières, et aux exercices de l'écorché. Lorsque l'élève avait acquis suffisamment de maîtrise, il passait au dessin de modèle vivant, d'abord en dessin linéaire, puis en représentant les valeurs. Il abordait ensuite les dessins d'animaux (principalement, le cheval), les drapés, et, dans l'atelier d'un maître, l'étude de la couleur.
Dans l'enseignement académique de l'Ancien régime, le modèle nu est exclusivement masculin. Les statuts de l'Académie, en effet, prennent soin d'affirmer que les cours ne sont pas le prétexte de contacts à fins de relations sexuelles (l'homosexualité n'étant pas supposée exister). Les rares femmes élèves sont exclues des cours de dessin d'après modèle nu. Elles seront admises à ceux de l'Académie Julian en 1880 et en 1897 à ceux de l'École des Beaux-Arts.
À certaines époques, les artistes produisent des ouvrages érotiques, souvent basés sur un nu féminin offert au regard des spectateurs, implicitement hommes. Cependant, le dessin d'académie d'après un modèle de sexe féminin à l'École des Beaux-Arts ne date que du début du XXe siècle[réf. souhaitée].

## Critiques des «académies»
Dès 1765, Diderot critique l'exercice du dessin de modèle : « Et ces sept ans employés à l'Académie à dessiner d'après le modèle, les croyez-vous bien employés, et voulez-vous savoir ce que j'en pense ? (...) Toutes ces positions académiques, contraintes, apprêtées, arrangées ; toutes ces actions froidement et gauchement exprimées par un pauvre diable, et toujours par le même pauvre diable, gagé pour venir trois fois la semaine se déshabiller et se faire mannequiner par un professeur, qu'ont-elles de commun avec les positions et les actions de la nature? (...) la vérité de nature s'oublie, l'imagination se remplit d'actions, de positions et de figures fausses, apprêtées, ridicules et froides. Elles y sont emmagasinées, et elles en sortiront pour s'attacher sur la toile » (Diderot An IV (1795), p. 7).
Cependant, la méthode persista, faute de meilleurs exercices pour enseigner le dessin du corps humain, son anatomie, ses proportions et leur « raccourci » du fait de la perspective. La copie de dessins ou de photographies ne présente pas les mêmes difficultés, et les humains sont beaucoup plus sensibles aux variations de forme et de proportion quand il s'agit de corps humain que pour n'importe quel autre sujet. Cependant, si l'« académie » de l'enseignement classique recherchait une beauté idéale et n'hésitait pas à corriger les proportions pour s'approcher de celles mesurées sur les statues antiques, le dessin de nu d'après nature moderne cherche plutôt une représentation plus fidèle de la diversité des individus.

### La photographie et l'«académie»
Au XIXe siècle la conformité à la nature, plus que la beauté des proportions selon le canon antique, a servi de critère pour l'évaluation des œuvres d'art. La photographie, inventée en 1839, vient remplacer et perfectionner des appareils existants pour produire un dessin irréprochable de ce point de vue et respectant avec exactitude les principes de la perspective conique, comme le perspectographe, un cadre tendu de fils formant quadrillage, dit aussi « Portillon de Dürer », le cadre de gaze de la méthode Cavé ou bien la chambre claire de Wollaston.
Certains artistes vont l'utiliser pour leurs études, comme le sculpteur Carabin.
Cet appareillage, par une conséquence inévitable, permet d'éviter l'entraînement du regard qui était un des objets principaux du dessin d'après le modèle nu. Il remet donc en cause sa place dans l'enseignement artistique. La photographie oblige aussi artistes et professeurs à redéfinir la nature de leur compétence. Ils concluent généralement que, bien que la photographie puisse servir d'instrument technique, comme les dispositifs qui l'ont précédée, le savoir de l'artiste consiste
1. en le choix du sujet ;
2. en l'organisation du sujet et de la lumière dans le cadre, et cette partie, commune aux photographes et aux peintres, sera en effet enseignée dans les écoles de photographie, à l'époque où celle-ci sera considérée comme un art et une compétence à part entière avec son système d'enseignement[6], donnant lieu à de nombreuses productions photographiques qui ont tout le caractère d'« académies » ;
3. en une interprétation pas nécessairement exacte de ce que l'on voit, qui comprend des synthèses, des rapprochements, des élisions, des exagérations.

Comme le conclut Lecoq en 1879 « la vérité de l'art n'est pas celle de la photographie, comme on paraît trop souvent le croire à notre époque. Nombre de peintres semblent, dans cette pensée, entreprendre avec la machine, une lutte aussi laborieuse que vaine. Convenons-en du reste, on est arrivé dans cette voie du détail et du trompe-l'œil, à des résultats que n'ont jamais connu ni cherché les grands maîtres des anciennes écoles (Lecoq 1920, p. 99-100). » En écrivant « à notre époque », Lecoq se réfère sans doute à l'infinité de traités sur les beaux-arts qui constatent, depuis les Conversations sur la connoissance de la peinture de 1677, que l'art ne consiste pas exactement dans l'imitation de la nature, bien que l'existence même de ces traités montre que la question s'est alors posée.
Le dessin d'après modèle vivant reste donc une des méthodes d'enseignement artistique majeures dans l'art occidental.

### Lecoq et la mémoire visuelle
Au milieu du XIXe siècle, Horace Lecoq de Boisbaudran, remarquant que le dessin est un exercice de mémoire, puisqu'on ne regarde jamais ensemble le modèle et le dessin, propose d'exercer spécifiquement la mémoire visuelle. Pour Lecoq, l'exercice de la mémoire visuelle est indispensable, non seulement au dessin des animaux, qui ne savent pas poser, mais encore à la représentation des hommes et des femmes, dans la mesure où, comme le dit Diderot, le mouvement des muscles est différent dans la pose figée et dans l'action. À la dernière étape de sa méthode, l'artiste dessine d'après le modèle nu, mais celui-ci n'est pas « mannequiné » par un professeur ; il exécute réellement une action, et l'artiste est capable de se souvenir de sa forme précise.
Cependant, Lecoq enseigne à la « petite école », qui deviendra celle des Arts décoratifs, et malgré l'interpellation de Viollet-le-Duc : « Pourquoi l'École des beaux-arts ne montre-t-elle la nature aux élèves que posant sur une estrade ? », sa méthode n'est pas reprise à l'École des beaux-arts, dont la réforme en 1863 n'affecte pas le dessin de modèle.